# Kyzył-Tasz (Ałtaj)
Kyzył-Tasz (ros. Кызыл-Таш) – wieś w Rosji, w Republice Ałtaju, w rejonie kosz-agackim. W 2021 liczyła 869 mieszkańców.